# Tröbsdorf (Laucha an der Unstrut)

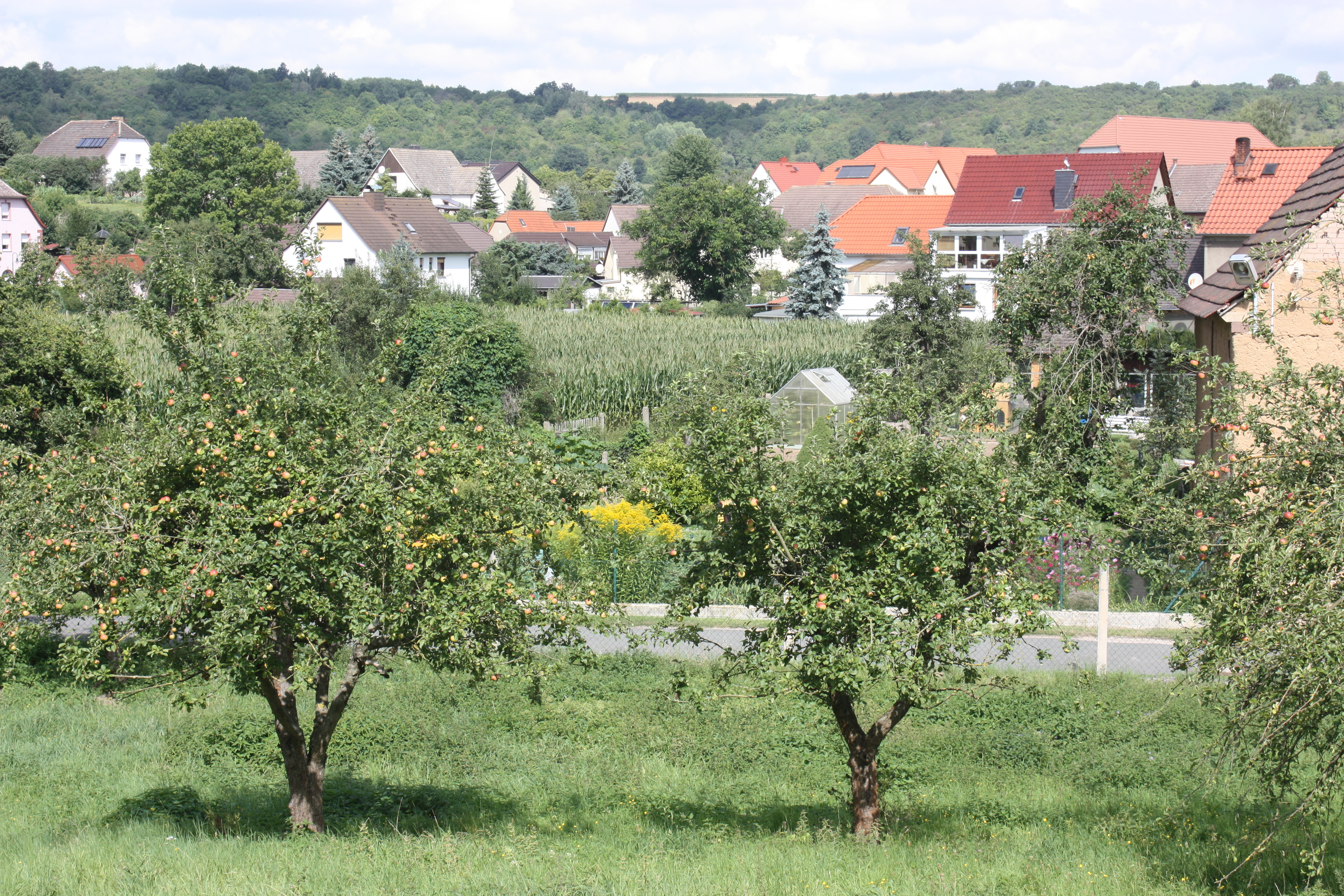
Tröbsdorf (OT Laucha) an der Unstrut, Ortsansicht

Tröbsdorf ist ein Ortsteil von Burgscheidungen, einem Ortsteil der Stadt Laucha an der Unstrut im Burgenlandkreis in Sachsen-Anhalt.

## Geographie
Tröbsdorf liegt am rechten Ufer der Unstrut zwischen Nebra und Laucha im Naturpark Saale-Unstrut-Triasland.

## Geschichte
Der Ort war bereits während der Jungsteinzeit besiedelt. Diese jungsteinzeitliche Ansiedlung lag unterhalb des Burgscheidunger Burgberges. Sie war westlich und nördlich auf einer Terrasse über dem Tal von weiteren Siedlungen mit vielen gefüllten Vorrats- und Abfallgruben umgeben. Nördlich des Blindetales, am Nebraer Berg, lagen zahlreiche jungsteinzeitliche Grabhügel.
Tröbsdorf war einst ein Zinsdorf von Burgscheidungen und kirchlich ein Filial von Thalwinkel, auch war es ein Lehen des Bischofs von Naumburg.
Ein Trebunestorph wurde im Jahr 876 im Ingelheimer Protokoll genannt. Jedoch ist nicht sicher, ob damit Tröbsdorf bei Laucha an der Unstrut oder das Tröbsdorf bei Weimar gemeint ist.
In den Jahren 1871 und 1881 gab es große Unstruthochwasser in Tröbsdorf. Am früheren Mühlengebäude sind in der Toreinfahrt noch alte Wasserstandsmarken sichtbar; sie zeigen die Wasserstandshöhen der Jahre 1871 (= 49 cm) und 1881 (= 60 cm) an. Auch der kleine Fluss des Ortes, der Biberbach, kann nach starken Regenfällen nicht selten eine beträchtliche Wasserstandshöhe aufweisen. An der Kirche weist eine Wasserstandsmarke auf den 23. Juni 1841 hin, damals stand das Wasser in der Kirche drei Fuß hoch. Da die Biberbachufer etwa zwei Meter hoch sind, muss der Bach eine Wasserstandshöhe von über drei Meter erreicht haben.
Am 1. Juli 2009 wurde Tröbsdorf als Ortsteil der vormals eigenständigen Gemeinde Burgscheidungen in die Stadt Laucha an der Unstrut eingemeindet.

## Sehenswürdigkeiten
In Tröbsdorf befindet sich eine Kirche, die kürzlich renoviert worden ist. Sehenswert sind auch das Unstrutwehr mit dazugehörigem Schleusenhaus aus dem 18. Jahrhundert,  die historische Brücke über den Biberbach sowie das ehemalige Gutshaus.
Auf dem Friedhof von Tröbsdorf liegt das Grab eines namentlich bekannten polnischen Kriegsgefangenen, der 1940 von einem Wachposten ermordet wurde.
Die Metzeiche bei Tröbsdorf hat einen Brusthöhenumfang von 6,65 Metern (2015).

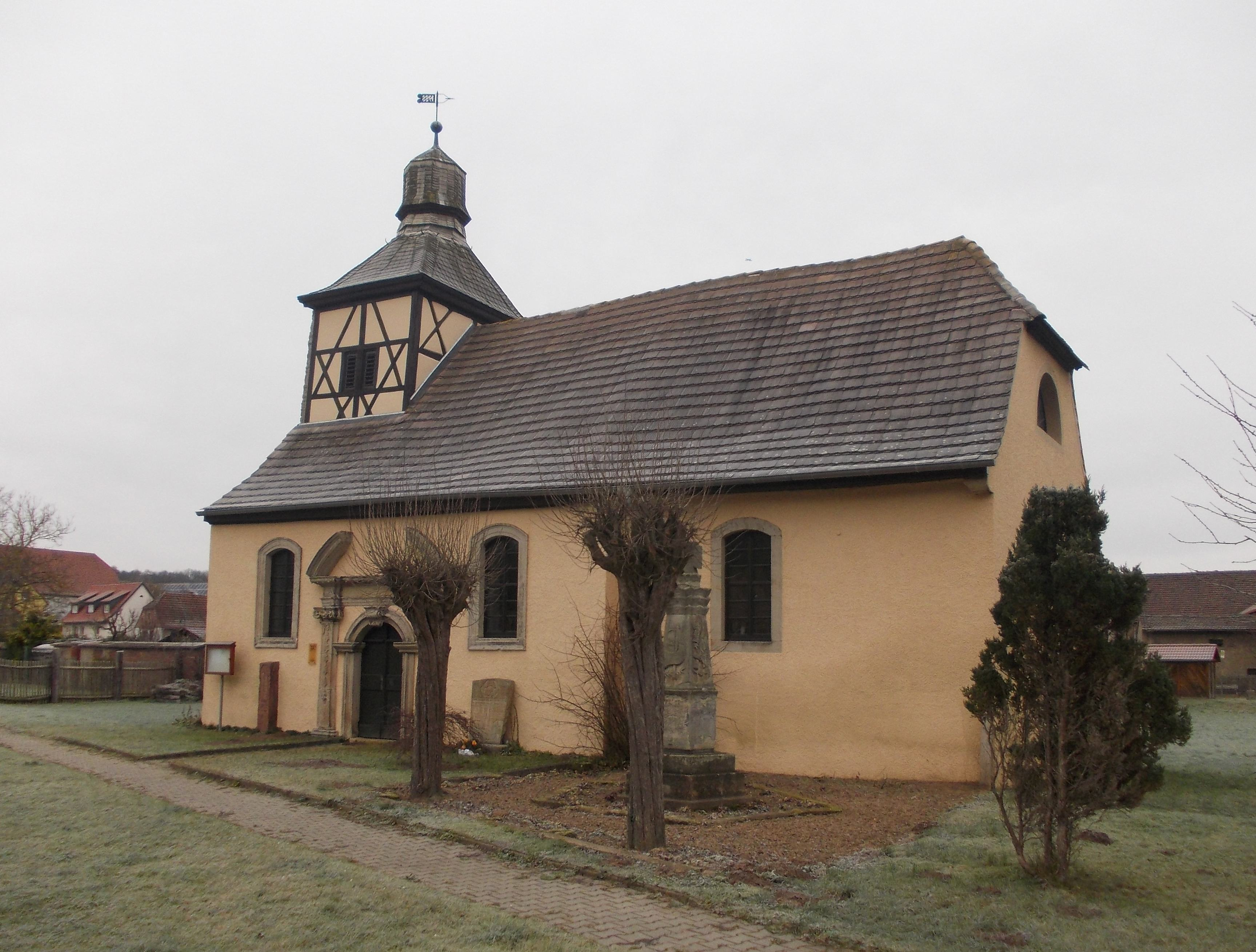
Kirche in Tröbsdorf
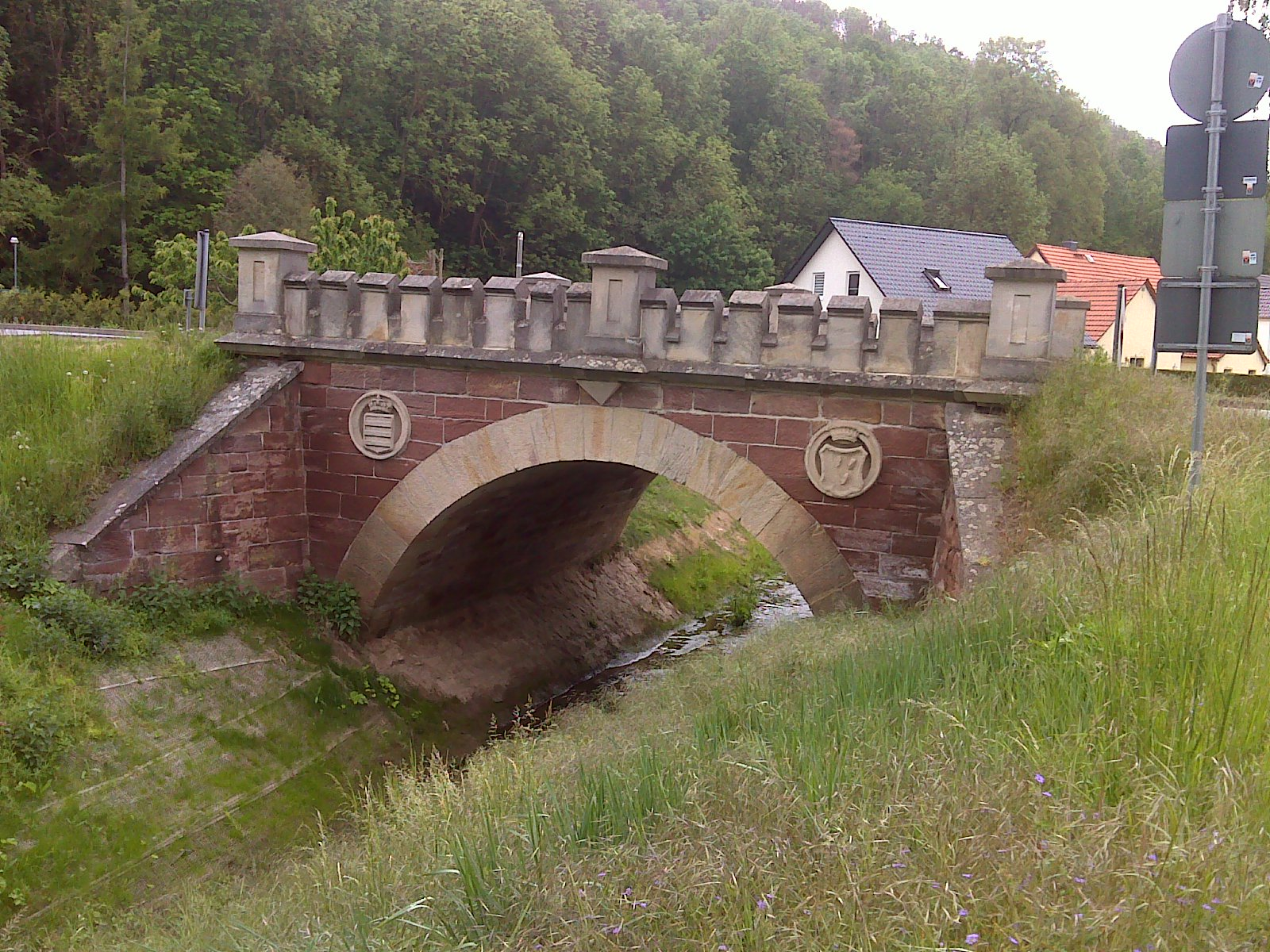
Historische Brücke über den Biberbach
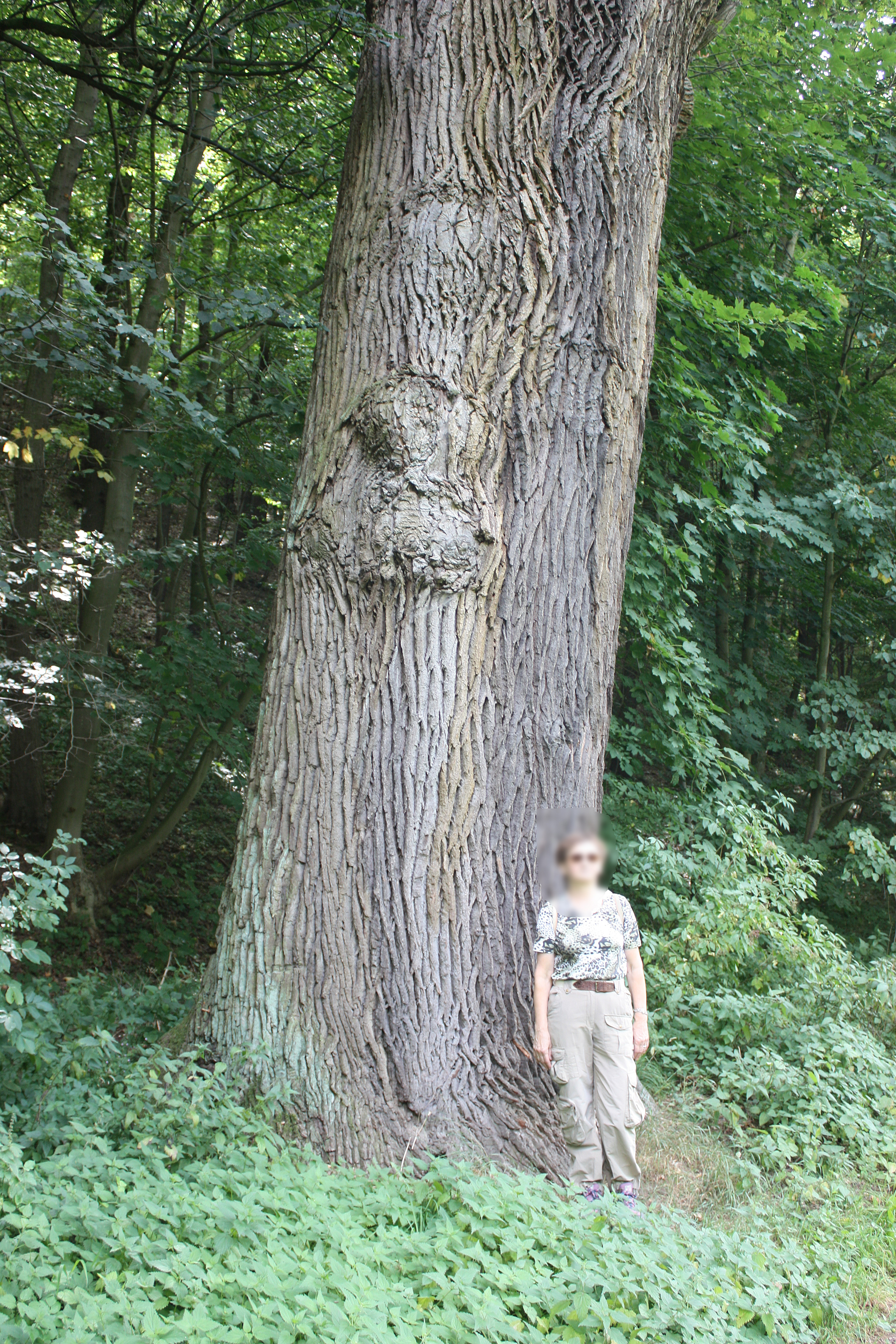
Die Metzeiche bei Tröbsdorf
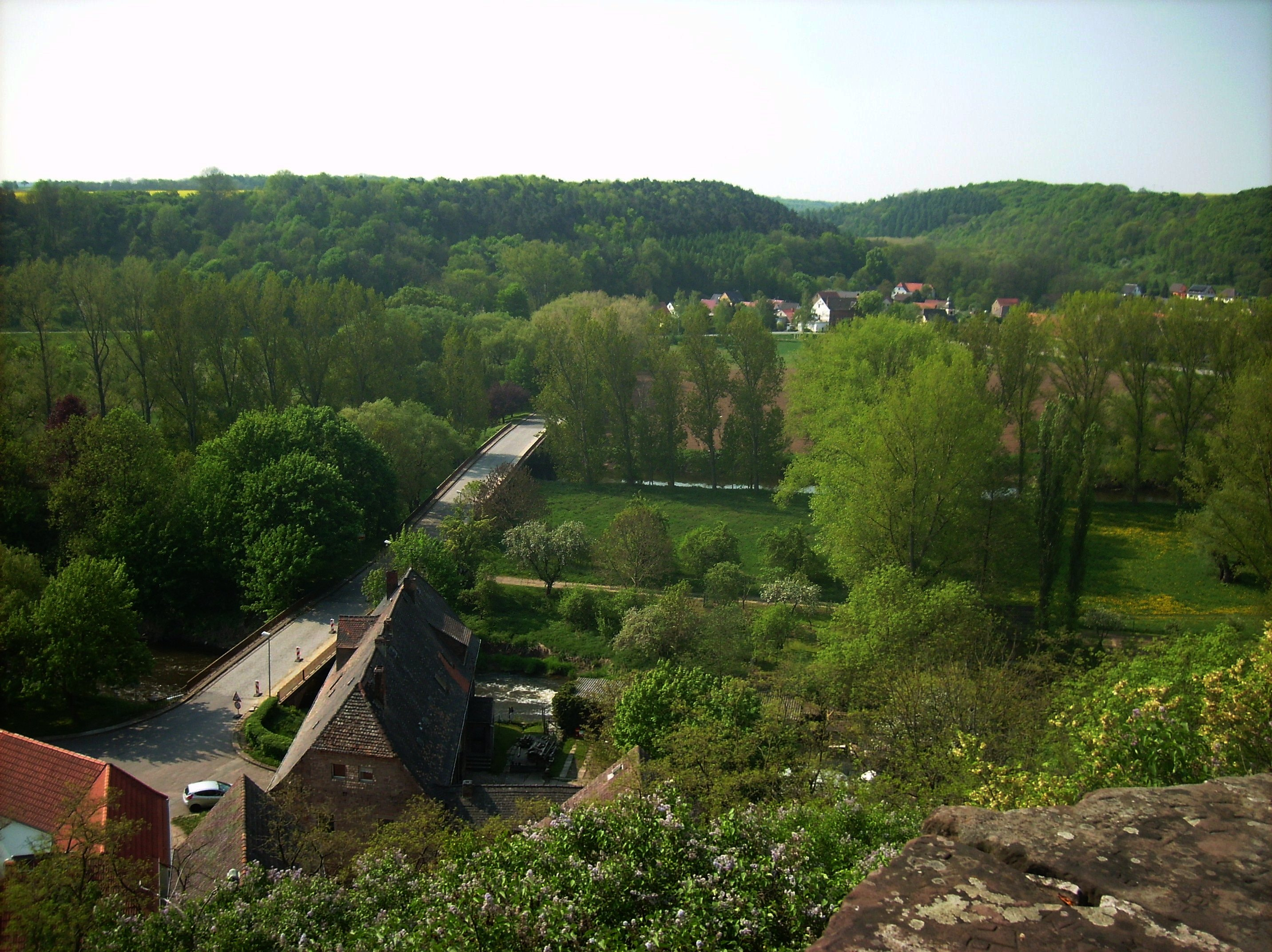
Unstruttal bei Tröbsdorf

### Verkehr
Der Nachbarort Kirchscheidungen liegt an der Unstrutbahn, auf der stündlich Regionalbahnen nach Wangen sowie Naumburg verkehren.